# Таррах, Мухаммед
Мухаммед Таррах (азерб. Məhəmməd Tərrah; ум. 1904, Шемахы, Шемахинский уезд, Шемахинская губерния, Российская империя) — азербайджанский поэт XIX века, член литературного общества «Бейтус-сафа».

## Биография
Мухаммед Таррах родился в XIX веке в Шемахе. Образование получил в медресе и выучил персидский язык. Был членом литературного кружка «Бейтус-сафа». Он писал произведения в классическом восточном стиле и до них наших дней дошла лишь малая часть его литературного наследия. Таррах скончался в 1904 году в родном городе.